# Montastraea cavernosa
A Montastraea cavernosa é um organismo colonial, pertencente à ordem Scleractinia do filo Cnidaria (corais, anémonas e medusas). A sua área de distribuição situa-se nos mares que banham as Caraíbas e Golfo do México. Normalmente adquire a forma e aspecto de grandes e maciças rochas, desenvolvendo-se, por vezes, com a forma de pratos. Os pólipos têm o comprimento de um polegar humano, encontrando-se completamente abertos durante a noite.
Esta espécie de coral por vezes apresenta uma coloração vermelha ou laranja fluorescente durante o dia; recentemente descobriu-se que esta tonalidade deve-se à presença de ficoeritrina, uma proteína presente em cianobactérias. Ao que parece, este coral, além das zooxantelas simbióticas, abrigue cianobactérias endocelulares, provavelmente como forma de faciltar a fixação de azoto